# Celia Jiménez
Celia Jiménez Delgado (Alcaudete, Jaén, 1995. június 20. –) spanyol válogatott labdarúgó, az észak-amerikai bajnokságban szereplő Orlando Pride csapatának hátvédje. A spanyol válogatottal részt vett a 2019-es világbajnokságon.

## Pályafutása

### Klubcsapatban
2013-tól az Egyesült Államokban folytatta tovább tanulmányait, ahol előbb Iowa-ban csatárként szerzett elismeréseket, de az Alabamai Egyetem csapatában már hátvédként lépett pályára.
A Seattle Sounders-el WPSL bajnoki címet szerzett 2018-ban, majd egy szezon erejéig a svéd FC Rosengårdhoz távozott, ahol bronzérmes lett csapatával.
2019-ben  a Reign FC együtteséhez szerződött.
A szezon végeztével kölcsönszerződést kötött az ausztrál W-League-ben érdekelt Perth Glory csapatával, majd az Olympique Lyon 9 hónapra kölcsönözte ki, bár mérkőzésen nem lépett pályára.
2021 decemberében aláírt az Orlando Pride-hoz.

### A válogatottban
Részt vett a spanyol győzelemmel végződött 2011-es U17-es Európa-bajnokságon, a 2014-es U19-es Európa-bajnokságon pedig ezüstérmet szerzett. A felnőtt keret tagjaként a 2015-ös és a 2019-es világbajnokságon szerepelt.

## Sikerei, díjai

### Klub
WPSL bajnok (1):
- Seattle Sounders (1): 2018

 Svéd bajnoki bronzérmes (1):
- FC Rosengård (1): 2018

### Válogatott
Spanyolország
- U17-es Európa-bajnoki aranyérmes (1): 2011
- U19-es Európa-bajnoki ezüstérmes (1): 2014